# Ruth Andreas-Friedrich
Ruth Andreas-Friedrich (* 23. September 1901 in Schöneberg als Rut Frieda Mathilde Behrens; † 17. September 1977 in Gauting, Bayern; auch Ruth Behrens, Ruth Seitz) war eine Widerstandskämpferin gegen den Nationalsozialismus, Schriftstellerin und Journalistin.

## Leben
Ruth Behrens war Tochter des Intendanturrats Max Adolf Behrens (* 1860 Berlin) und seiner Ehefrau Margarete Wilhelmine, geborene von Drewitz (* 1876 Groß Borstel). Als junge Frau war sie Mitglied der Wandervogelbewegung. Im Jahre 1922 beendete sie ihre Ausbildung als Wohlfahrtspflegerin und absolvierte danach eine Buchhandelslehre. Seit den 1920er Jahren schrieb sie Rezensionen und Feuilletons für die Neue Badische Landeszeitung und die Königsberger Allgemeine Zeitung. Im Jahre 1924 heiratete Ruth Behrens den späteren Präsidenten des westdeutschen Arbeitgeberverbandes Otto Andreas Friedrich. 1925 wurde ihre Tochter Karin geboren. 1930 wurde die Ehe geschieden. In den 1930er Jahren lebte sie mit dem Dirigenten Leo Borchard zusammen.

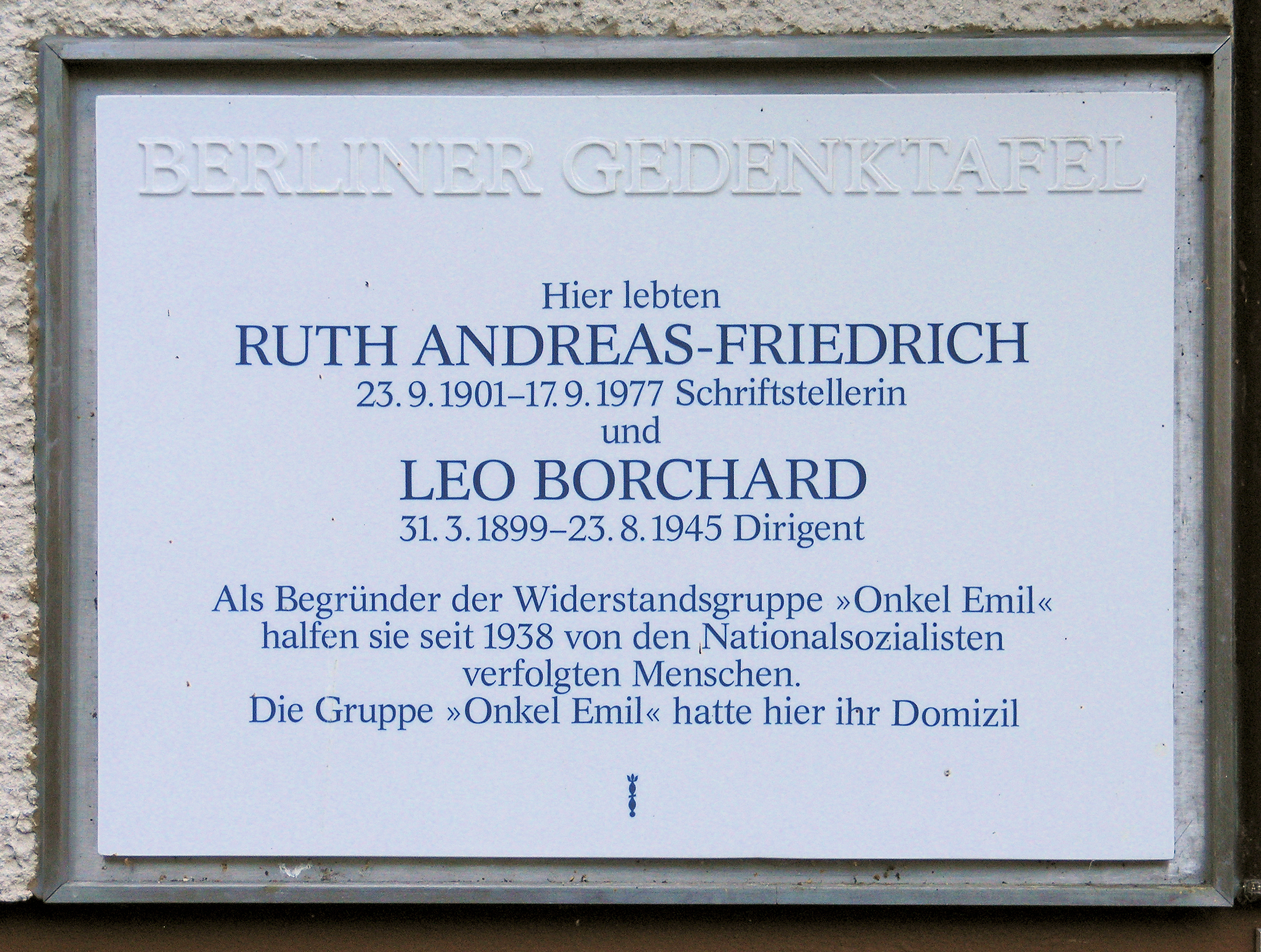
Berliner Gedenktafel am Haus Hünensteig 6, Berlin-Steglitz

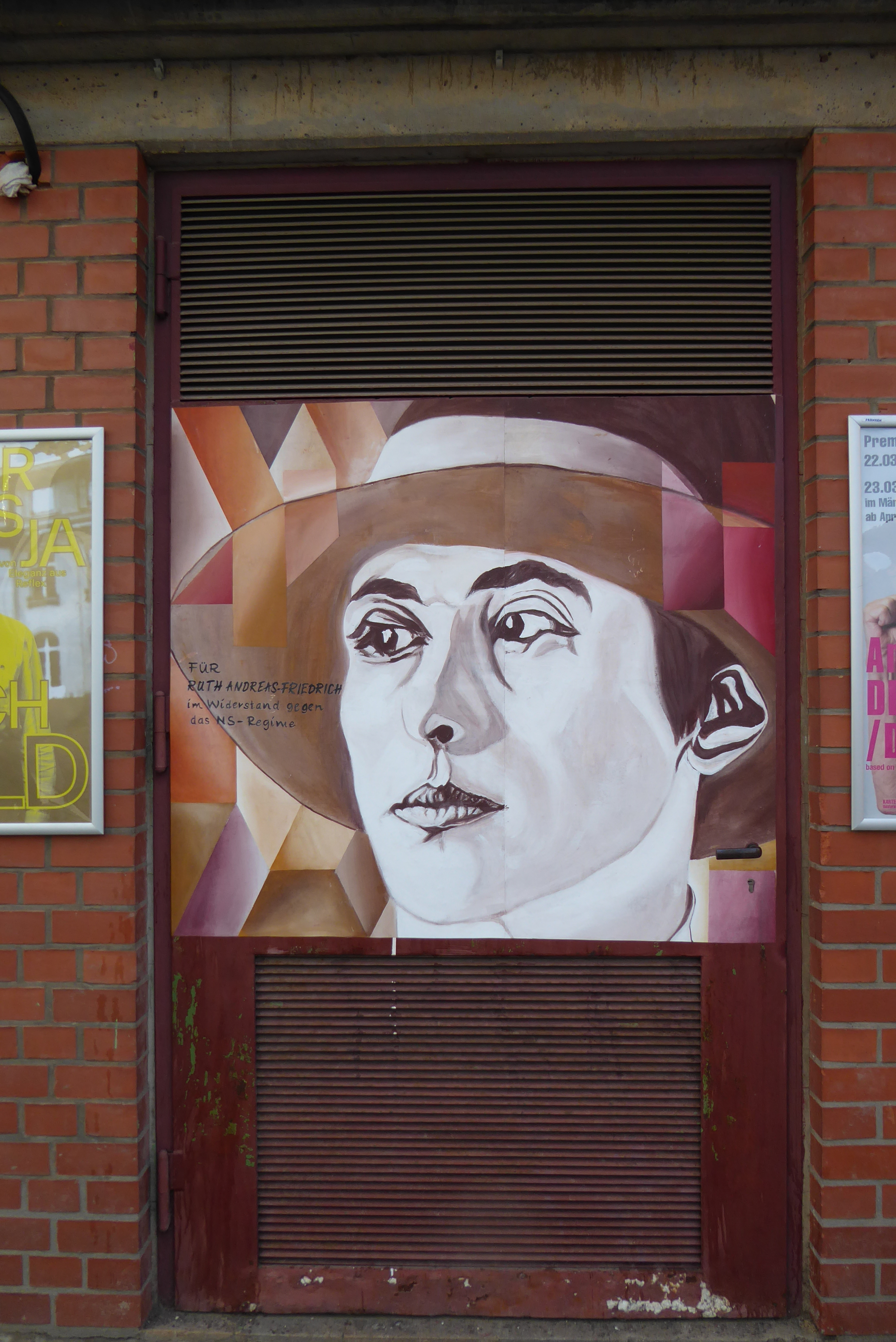
Memorialgraffito in Frankfurt

Nach dem Machtantritt der Nationalsozialisten gründeten sie und ihr Lebensgefährte Leo Borchard die Widerstandsgruppe „Onkel Emil“, die Verfolgten des Naziregimes half, indem sie sie versteckte, mit Nahrung versorgte und ihnen falsche Papiere besorgte. Mit Flugblättern und Parolen an Häuserfassaden versuchten sie, der NS-Propaganda etwas entgegenzusetzen. Auch die Tochter Karin war in der Gruppe aktiv. Die Gruppe setzte sich über ihr Netzwerk auch für zum Tode verurteilte Personen ein, unter anderen für Helmuth James Graf von Moltke.
Im Jahr 1948 siedelte Ruth Andreas-Friedrich nach München über. Dort heiratete sie den Direktor der Universitäts-Poliklinik München, Walter Seitz, der auch zum Stamm von „Onkel Emil“ gehört hatte. Andreas-Friedrich gehörte dem Kuratorium der 1959 gegründeten Deutsch-Israelischen Studiengruppe München an, die sich in München für die NS-Aufarbeitung, gegen den Antisemitismus und für die Annäherung mit Israel engagierte.
Am 17. September 1977 beging sie Suizid.

## Tagebuch
In den Jahren 1938 bis 1948 führte Andreas-Friedrich ein Tagebuch, das ab 1948 in verschiedenen Fassungen veröffentlicht wurde, erstmals 1947 im Suhrkamp Verlag mit Aufzeichnungen aus den Jahren 1938 bis 1945 unter dem Titel Der Schattenmann, weitere Ausgaben auch unter dem Titel Schauplatz Berlin. Das Tagebuch stellt ein bedeutendes Zeitzeugnis dar, einerseits weil Andreas-Friedrich in der Zeit des Dritten Reiches sowohl durch ihren Beruf als auch durch ihren Freundeskreis mit Verbindungen bis ins Außenministerium ungewöhnlich gut informiert war, andererseits durch zahlreiche Einblicke in das tägliche Leben der Bevölkerung in Berlin während der letzten Jahre des Zweiten Weltkriegs. Darüber hinaus ist das Tagebuch eine Primärquelle für die Arbeit der Widerstandsgruppe „Onkel Emil“ und nach Kriegsende ein Bericht über die Situation Deutschlands in der Stunde Null und über die ersten Jahre im besetzten Berlin.
Das Tagebuch wurde mehrfach aufgelegt und auch ins Englische übersetzt. Zu den verschiedenen Ausgaben siehe die Bibliographie.

## Ehrungen

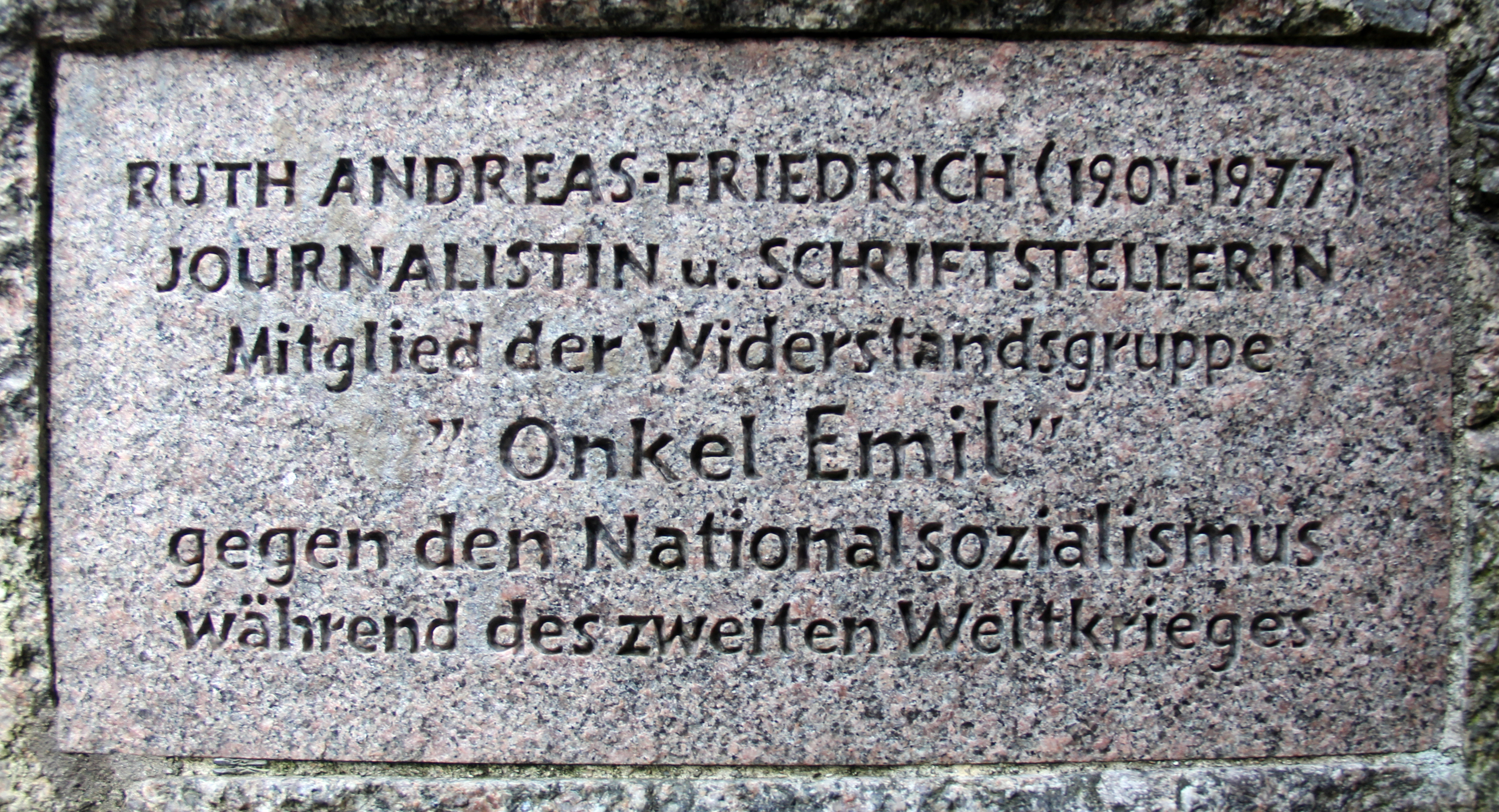
Hinweistext auf dem Gedenkstein auf dem Fichtenberg in Berlin-Steglitz

Ruth Andreas-Friedrich wurde im August 2002 von der Gedenkstätte Yad Vashem als Gerechte unter den Völkern geehrt. Im Mai 2004 wurde auch ihre Tochter Karin (1925–2015) als Gerechte unter den Völkern geehrt.
Eine Berliner Gedenktafel befindet sich in Berlin-Steglitz am Haus Hünensteig 6. Im gleichen Ortsteil ist ihr eine Parkanlage am Fichtenberg gewidmet. Auf einem Gedenkstein steht in großer Schrift Ruth Andreas-Friedrich Park und daneben ein Text, der auf ihr Wirken in der Widerstandsgruppe „Onkel Emil“ hinweist.

## Bibliographie

### Tagebuch
Ausgaben mit demselben Haupttitel können Tagebuchberichte aus verschiedenen Zeiträumen enthalten – siehe die Hervorhebungen in Fettschrift.
- Der Schattenmann. Tagebuchaufzeichnungen 1938–1945. Suhrkamp, Berlin 1947, DNB 450080250.
  - Leicht gekürzte Ausgabe: mit Nachwort von Klaus Drobisch, 2. Auflage, Union-Verlag, VOB, Berlin 1977, DNB 770227244.
  - Wiederauflage: Suhrkamp, Berlin 1983, ISBN 3-518-04466-4.
  - Wiederauflage: mit Nachwort von Jörg Drews. Berlin 1986, ISBN 3-518-37767-1.
  - In Englisch: Berlin Underground 1938–1945. Übersetzt von Barrows Mussey. Henry Holt, 1947; Latimer, London 1948 (Vorwort Joel Sayre); Wiederauflage: Paragon, New York, NY 1989, ISBN 1-55778-159-1.
- Der Schattenmann. Tagebuchaufzeichnungen 1938–1948. Suhrkamp TB 3189, Frankfurt am Main 2000, ISBN 3-518-39689-7.

- Schauplatz Berlin. Ein deutsches Tagebuch. Rheinsberg Verlag Lentz, München 1962 (enthält die Aufzeichnungen von 1938 bis 1948).
- Schauplatz Berlin. Ein Tagebuch, aufgezeichnet 1938–1945. Rowohlt Taschenbuch Verlag, Reinbek bei Hamburg 1964. (Von der Autorin neu durchgesehene Fassung.)
- Schauplatz Berlin. Tagebuchaufzeichnungen 1945–1948. Mit Nachwort von Jörg Drews. Suhrkamp, Berlin 1984, ISBN 3-518-04575-X.
  - In Englisch: Battleground Berlin. Diaries 1945–1948. 1962. Paragon, New York, NY 1990, ISBN 1-55778-191-5.

### Belletristik und Ratgeber (Auswahl)
- Aberglauben in der Liebe. J.J. Weber, Leipzig 1935 (= Weberschiffchen-Bücherei, Band 3).
- Lieder, die die Welt erschütterten. Historische Lieder aus vier Jahrhunderten. J.J. Weber, Leipzig 1935 (= Weberschiffchen-Bücherei, Band 10).
- So benimmt sich die junge Dame. 1000 Antworten auf 1000 Fragen des Benehmens. Verlag Dr. von Arnim & Co., Berlin 1940.
- Glücklich sein zu zweit. Mitverfasser: Niels P. Christensen. Constanze Verlag, Hamburg 1956.
- Woher kommen die kleinen Kinder? Illustriert von Jochen Bartsch. Constanze Verlag, Hamburg 1957 (erstes illustriertes deutsches Aufklärungsbuch für Kinder).
- Gesund und hübsch durchs Jahr. Illustriert von Jochen Bartsch. Kemper, Heidelberg 1960.
- Das gute Wort: Eine Spruchsammlung für jeden Tag des Jahres. Kemper, Heidelberg 1961.
- Jung durch Gymnastik. Illustriert von Jochen Bartsch und Ruth Scholz-Peters. Kemper, Heidelberg 1962.
- Ein reizender Abend: 1000 Tips für frohe Feste. Illustrationen von Ria Schmalbach-Denters, Kemper, Heidelberg 1962.
- Zum freudigen Ereignis: Besinnliches und Heiteres für junge Mütter. Kemper, Heidelberg 1963.
- Benimm dich, Geliebte: Ein Liebes-Knigge für Geübte und Ungeübte. Illustrationen von Irma Wagensommer. Borgia, München 1964.
- Wege aus der Einsamkeit. Classen, Zürich / Stuttgart 1966.
- Die Überwindung der Lebenskrisen. Classen, Zürich / Stuttgart 1969
- Für jeden Tag ein gutes Wort. Ein Begleiter durchs Jahr. Verlag Herder, Freiburg i. Br, Basel / Wien 1979, ISBN 3-451-07755-8 (= Herderbücherei, Band 755).